# Lawrence Stevens
Lawrence Stevens (25 de fevereiro de 1913 – 17 de agosto de 1989) foi um boxeador sul-africano, campeão olímpico.

## Carreira
Stevens conquistou a medalha de ouro nos Jogos Olímpicos de Verão de 1932 em Los Angeles, após derrotar o sueco Thure Ahlqvist na categoria peso leve e consagrar-se campeão. Ele lutou no deserto durante a Segunda Guerra Mundial. Nos anos do pós-guerra, construiu uma fábrica e uma loja de esportes em Rissik Street em Joanesburgo.